# Sexual Healing
Sexual Healing – piosenka nagrana w 1982 przez amerykańskiego wokalistę soulowego Marvina Gaye’a. Był to jego pierwszy singiel wydany od czasu odejścia z wytwórni Motown.

## Wersja Sary Connor
W 2007 roku interpretację utwory wydała niemiecka wokalistka Sarah Connor, „Soulicious” (2007). Utwór został wyprodukowany przez duet Kay Denar i Rob Tyger oraz wydany jako drugi singel z albumu. Piosenka została nagrana z gościnnym udziałem amerykańskiego piosenkarza R&B, Ne-Yo, lecz jedynie w wersji wideo. Singel został wydany w czerwcu 2007 roku w Niemczech, Austrii oraz Szwajcarii.
Do singla został nakręcony kontrowersyjny teledysk ukazujący sceny z filmu erotycznego z roku 1986 9 1/2 tygodnia. Teledysk odzwierciedla podstawowe sceny erotyczne jakie ukazały się we wcześniej wspomnianym filmie. Wideoklip spotkał się z wyrazami krytyki ze strony fanów.
„Sexual Healing” zadebiutował na 11. pozycji w Niemczech, 41. w Szwajcarii oraz 47. w Austrii. Oprócz Austrii były to najwyższe miejsca jakie osiągnął utwór.

### Lista utworów i formaty singla
Niemiecki/europejski CD-maxi singel
1. „Sexual Healing (Videoclip Version)”
2. „Sexual Healing (Original Radio Version)”
3. „Get It Right”
4. „Sexual Healing (Videoclip)”
5. „Sexual Healing (Making Of)”

### Pozycje na listach
| Lista przebojów (2007)            | Najwyższa pozycja |
| --------------------------------- | ----------------- |
| Austria (Ö3 Austria Top 75)       | 45                |
| Europa (European Hot 100 Singles) | 44                |
| Japonia (Tokio Hot 100)           | 60                |
| Litwa (Lithuania Top 40 Songs)    | 24                |
| Niemcy (Media Control AG)         | 11                |
| Rosja (Airplay Top 100)           | 196               |
| Słowacja (IFPI)                   | 42                |
| Szwajcaria (Hitparade)            | 41                |
| Szwajcaria (Hitparade)            | 69                |

Notowania radiowe
| Kraj  | Notowanie (2010) | Wydawca | Najwyższa pozycja | Data osiągnięcia pozycji szczytowej |
| ----- | ---------------- | ------- | ----------------- | ----------------------------------- |
| Litwa | M-1 TOP 40       | M-1     | 21                | 2007-08-12                          |